# Alakanuk (Alasca)
Alakanuk é uma cidade localizada no estado americano de Alasca, no Wade Hampton Census Area.

## Demografia
Segundo o censo americano de 2000, a sua população era de 652 habitantes.
Em 2006, foi estimada uma população de 700, um aumento de 48 (7.4%).

## Geografia
De acordo com o United States Census Bureau, a localidade tem uma área de 106,2 km², dos quais 83,8 km² cobertos por terra e 22,4 km² cobertos por água.

## Localidades na vizinhança
O diagrama seguinte representa as localidades num raio de 112 km ao redor de Alakanuk.